# Progress M-23
Progress M-23 (ryska: Прогресс М-23) var en rysk obemannad rymdfarkost som levererade förnödenheter, syre, vatten och bränsle till rymdstationen Mir. Den sköts upp med en Sojuz-U-raket från Kosmodromen i Bajkonur den 22 maj 1994 och dockade med Mir den 24 maj. Farkosten lämnade rymdstationen den 2 juli 1994 och brann upp i jordens atmosfär några timmar senare.

## Återinträdeskapsel
Med på Progress M-23 fanns även en återinträdeskapsel, kallad Raduga. Kapseln separerade från Progress M-23 den 2 juli, 14:55:45 UTC, kapseln landade i Ryssland 15:09 UTC.

### Fotnoter
1. ↑  ”NASA Space Science Data Coordinated Archive” (på engelska). NASA. https://nssdc.gsfc.nasa.gov/nmc/spacecraft/display.action?id=1994-031A. Läst 1 mars 2020.
2. ↑  Manned Astronautics - Figures & Facts Arkiverad 9 oktober 2007 hämtat från the Wayback Machine., läst 15 juli 2016.